# Gouvernement Javier Fernández II
 Asturies
Fernández I Barbón I
Le gouvernement Fernández II est le gouvernement des Asturies entre le 29 juillet 2015 et le 25 juillet 2019, durant la Xe législature de la Junte générale de la principauté des Asturies. Il est présidé par Javier Fernández.

## Composition
| Fonction                                                                            | Titulaire | Titulaire | Parti    |
| ----------------------------------------------------------------------------------- | --------- | --- | -------- |
| Président                                                                           |           | Javier Fernández                                                                                                   | FSA-PSOE |
| Conseiller à la Présidence et à la Participation citoyenne                          |           | Guillermo Martínez Suárez                                                                                          | FSA-PSOE |
| Conseillère aux Finances et au Secteur public                                       |           | María Dolores Carcedo García                                                                                       | FSA-PSOE |
| Conseiller à l'Emploi, à l'Industrie et au Tourisme                                 |           | Francisco Blanco Ángel (jusqu'au 29/05/2017) Isaac Pola Alonso                                                     | FSA-PSOE |
| Conseiller à l'Éducation et à la Culture                                            |           | Genaro Alonso Megido                                                                                               | FSA-PSOE |
| Conseillère aux Services et Droits sociaux                                          |           | Pilar Varela Díaz                                                                                                  | FSA-PSOE |
| Conseiller à la Santé                                                               |           | Francisco del Busto de Prado                                                                                       | FSA-PSOE |
| Conseiller aux Infrastructures, à l'Organisation du territoire et à l'Environnement |           | Belén Fernández González (jusqu'au 24/06/2017) Fernando Lastra Valdés (jusqu'au 20/05/2019) Benigno Fernández Fano | FSA-PSOE |
| Conseillère au Développement rural et aux Ressources naturelles                     |           | María Jesús Álvarez González                                                                                       | FSA-PSOE |